# Simulium cuasisanguineum
Simulium cuasisanguineum es una especie de insecto del género Simulium, familia Simuliidae, orden Diptera.
Fue descrita científicamente por Perez & Yarzabal, 1982.